# Александровка (Шиловский район)
Александровка — деревня в Шиловском районе Рязанской области в составе Боровского сельского поселения.

## Географическое положение
Деревня Александровка расположена на Окско-Донской равнине на правом берегу реки Уша (приток Мильчуса) в 20 км к северо-востоку от пгт Шилово. Расстояние от деревни до районного центра Шилово по автодороге — 24 км.
Деревня Александровка окружена значительными лесными массивами. К западу от деревни расположен большой пруд на реке Уша, далее — урочище Круглый Лес; к северу — карьер, урочища Соловьевка и Гарь. Ближайшие населенные пункты — деревни Уша и Константиновка.

## Население
По данным переписи населения 2010 г. в деревне Александровка постоянно проживают 12 чел.

## Происхождение названия
Вплоть до начала XX в. деревня носила двойное название — Александровка, Летниковский поселок тож. Михайловские краеведы И. Журкин и Б. Катагощин высказали мнение, что деревня получила свое первое наименование по фамилии землевладельца Александрова. Второе название деревни связано с тем, что она является выселками из села Летники (Путятинский район).

## История
Деревня Александровка была образована около 1872 г. по инициативе владельца Кирицкой зеркальной фабрики Александра Владимировича Смольянинова, как выселки крестьян из близлежащего села Летники (Путятинский район).
К 1888 г., по данным И. В. Добролюбова, деревня Александровка относилась к приходу Васильевской церкви села Боровое и в ней насчитывалось 38 дворов.
К 1909 г. в деревне Александровка насчитывалось 44 двора, в которых проживало 143 души мужского и 132 души женского пола.

## Транспорт
На восточной окраине деревни Александровка расположен остановочный пункт «Александровка» железнодорожной линии «Шилово — Касимов» Московской железной дороги.